# China Postal Airlines
China Postal Airlines (cinese: 中国 邮政 航空, T: 中國 郵政 航空, P: Zhōngguó Yóuzhèng Hángkōng) è una compagnia aerea cargo con sede dall'11º al 14º piano del Ziyu Office Building (S: 紫玉 写字楼, T: 紫玉 寫字樓 , P: Zǐyù Xiězìlóu) nel distretto di Haidian, Pechino, Repubblica popolare cinese. La sua base principale è l'aeroporto Internazionale di Nanchino.

## Storia
La compagnia aerea venne fondata il 25 novembre 1996 e iniziò a operare il 27 febbraio 1997. È di proprietà del Chinese Postal Bureau (51%) e della China Southern Airlines (49%). È stata originariamente istituita per gestire servizi postali nazionali, ma nel 2006 ha introdotto servizi di linea internazionali in Corea del Sud e Giappone. Dal gennaio 2007 sono stati introdotti servizi charter cargo internazionali.
Nel dicembre 2015 è stato annunciato che un totale di 7 Boeing 757 e 10 Boeing 737 di seconda mano sarebbero stati acquisiti da Boeing, convertiti in cargo tramite il programma Boeing Converted Freighter (BCF). Sono stati poi consegnati nel 2016 e nel 2017 per espandere la flotta esistente.

## Destinazioni
China Postal Airlines opera servizi di corriere espresso e trasporto merci principalmente per China Post verso oltre 300 destinazioni nazionali, oltre a servizi di linea e charter internazionali.

## Flotta

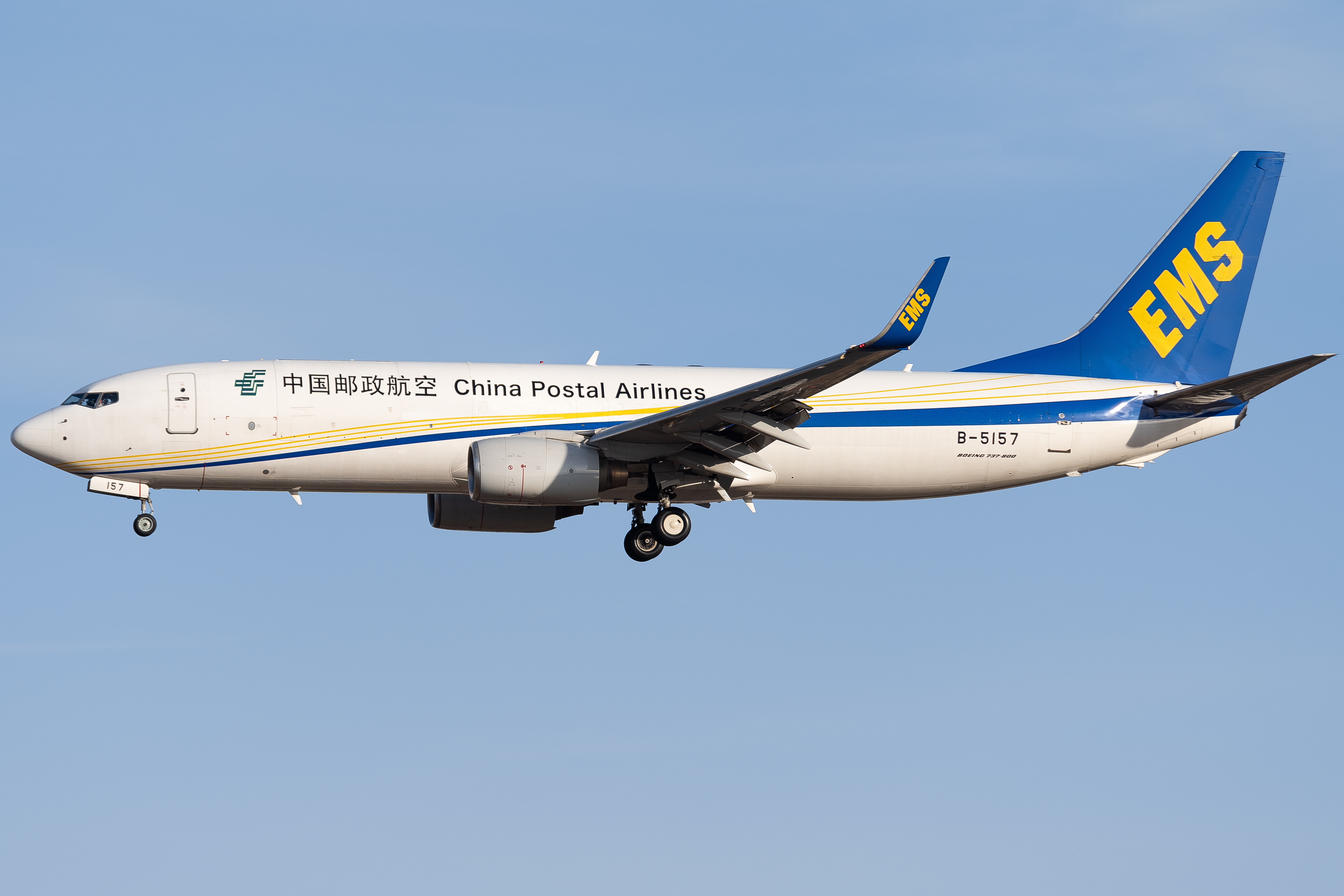
Un Boeing 737-800(BCF).

A giugno 2023 la flotta di China Postal Airlines è così composta: